# Mercedes-Benz O 307
Le Mercedes-Benz O 307 était un autobus interurbain standard construit par Daimler-Benz avec un moteur Diesel sous le plancher à l’arrière selon une spécification pour le transport par autobus régional.
Avec l’introduction de l’autobus public standard à la fin des années 1960, le Mercedes-Benz O 305 était initialement proposé en deux longueurs de carrosserie et variantes de sièges pour le transport urbain et interurbain, la version interurbaine étant 30 centimètres plus longue que la version urbaine (11,3 mètres) et disposant exclusivement de bancs orientés dans le sens de la marche. Cependant, cette variante de modèle fut abandonnée en 1972 au profit de l’O 307 avec un plancher légèrement plus élevé.
En 1973, Mercedes-Benz a présenté ce premier autobus interurbain en tant que gamme indépendante basée sur l’autobus urbain VÖV-I, qui se distinguait visuellement par les pare-brise plus grands et tirés latéralement, la «façade d’autobus interurbains standard» et les portes battantes vers l’extérieure courantes dans le transport interurbain. La caractéristique de conception distinctive de l’autobus urbain O 305 était la longueur du véhicule et le plancher surélevé du véhicule pour permettre un coffre sous le plancher (des commandes sans coffre étaient également disponible). Contrairement à l’O 305, le véhicule était équipé de portes battantes vers l’extérieure (entrée avant uniquement à une voie) et d’un moteur diesel de 210 ch. À partir de 1977, la puissance du moteur fut augmentée à 240 ch. L’O 307 était disponible de série avec une transmission manuelle à 5 vitesses; une transmission manuelle à 6 vitesses ou une transmission automatique à 3 vitesses était disponible moyennant un supplément.
À la demande du client, la façade d’autobus interurbains standard de l’O 307 était également disponible pour l’autobus urbain O 305 (qui était alors plus long de 15 centimètres), le reste de la carrosserie continue de correspondre à l’O 305 en termes de dimensions et d’équipement tels que les portes battantes vers l’intérieure habituelles des autobus interurbains ou les banquettes passagers. À l’inverse, l’O 307 pouvait également être commandé avec les portes battantes vers l’intérieure de l’autobus urbain.
Au début des années 1980, les constructeurs d’autobus standards pour le transport urbain et interurbain ont apporté de légères modernisations à leurs types de véhicules. Le changement le plus notable a été l’utilisation de feux arrière rectangulaires à plusieurs chambres au lieu de feux ronds individuels précédemment utilisés à l’arrière. La tableau de bord standard du VÖV a été révisé, la valve du frein à main a été déplacée depuis la console vers le côté gauche. Les voyants modernisés, désormais rectangulaires, étaient regroupés au-dessus du tachygraphe et leur signification était représentée sous forme pictographique et éclairée à la place d’étiquette avec du texte. Cela a ensuite été également adopté pour les interrupteurs de commande.
La version excursion introduite en 1981 avec des sièges de voyage et une étroite porte centrale battante vers l’extérieure a reçu la désignation O 307 A, bien que la version standard avec une large porte centrale était auparavant également proposée avec des sièges de voyage. Pour une circulation occasionnelle, l’espace poussette face à la porte centrale pouvait être agrandi pour inclure deux banquettes (4 places), ce qui donnait un nombre maximum de 53 places.
Des autobus interurbains standard techniquement et visuellement similaires ont également été construits à l’époque par les concurrents Magirus-Deutz et MAN. Les plus gros acheteurs étaient la Deutsche Bundesbahn et la Deutsche Bundespost. Après l’arrêt de l’exploitation des autobus en 1983, les autobus de la poste ont été repris par les chemins de fer fédéraux et les compagnies de bus régionales qui en ont résulté.
L’O 307 a été remplacé en 1987 par son successeur, le Mercedes-Benz O 407, également proposé en version interurbaine indépendante avec un plancher plus élevé et une plus grande longueur par rapport à l’autobus urbain O 405. Ce n’est qu’avec l’introduction du Mercedes-Benz Citaro qu’une base de véhicules commune pour le transport urbain et régional a été à nouveau proposée, avec différentes variantes de portes, de vitres et de combinaisons de siège.
Aujourd’hui, les exemplaires de l’O 307 ont presque complètement disparu des rues d’Allemagne; seuls quelques exemplaires traditionnels peuvent encore être trouvés.